# Fortaleza de D. Maria II

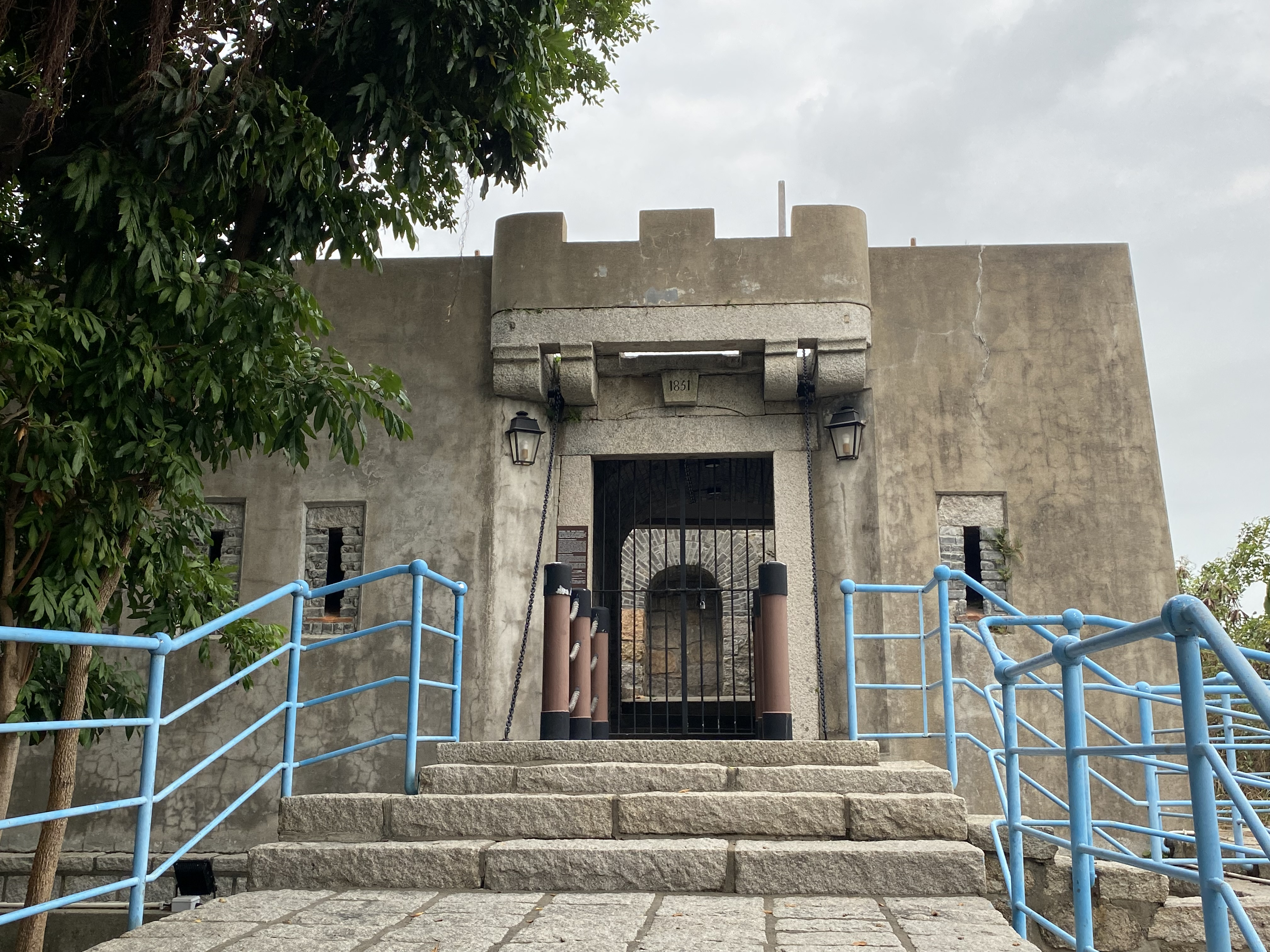
A entrada do forte.

O Forte D. Maria II é uma antiga fortaleza portuguesa situada em Macau, na China.

## História
O forte foi erguido em 1852 para substituir aquele construído pelos portugueses na vizinha colina de Mong-Há. Ambos foram mantidos para cruzar fogo e melhor defender Macau de ataques terrestres ou marítimos a partir da Baía de Cacilhas, um dos poucos locais na costa leste de Macau onde eram possíveis os desembarques. 
O forte, juntamente com o seu fosso e ponte levadiça, tem uma forma hexagonal irregular. Foi construído provavelmente sob a direcção do engenheiro-mor António de Azevedo Cunha, em pedra e argamassa, tem ameias de tijolo e linteis de granito.  A entrada é feita por um túnel que inclui tradicionais ranhuras de tiro. 
Foi restaurado em 1871 e 1872 mas em 1899 foi desativado. 
A 16 de Janeiro de 1943, durante a Segunda Guerra Mundial, o forte foi bombardeado por forças americanas, embora não se saiba se o ataque foi acidental ou não.